# Борчалинский султанат
Борчали́нский султана́т (азерб. Borçalı sultanlığı, груз. ბორჩალის სასულთნო; также используется Борчалинское ханство) — феодальное владение, существовавшее до середины XVIII века на территории исторической области Борчалы (в нынешней Грузии и Лорийской области Армении).
Согласно «Грузинской советской энциклопедии» в начале XVII века при Аббасе I в Дебедскую долину пришло тюркское племя борчалу, которое и дало региону Борчалы своё название. В 1604 году здесь был создан Борчалинский хаканат (султанство). В 1750-х гг. царь Картли Теймураз II подчинил Борчалинский султанат своей власти, а в 1765 году царь Картли-Кахетии Ираклий II преобразовал султанат в самоураво (приставство).

## Правители
- Муса Кули-хан, сын Кельби Усейн-хана (1752—1755)[3]